# Bataille de Montereau
Sixième Coalition
Batailles
Campagne de Russie (1812)
- Liste des batailles
- Mir
- Moguilev
- Ostrovno
- Vitebsk
- Kliastitsy
- Smolensk
- 1re Polotsk
- Valoutina Gora
- Moskova
- Moscou
- Winkowo
- 2e Polotsk
- Maloïaroslavets
- Gorodnia
- Czaśniki
- Viazma
- Smoliani
- Krasnoï
- Bérézina

Campagne d'Allemagne (1813)
- Dantzig
- Lunebourg
- Möckern
- Lützen
- Bautzen
- Reichenbach
- Haynau
- Luckau
- Hoyerswerda
- Lauenbourg
- Goldberg
- Gross Beeren
- Katzbach
- Dresde
- Kulm
- Dennewitz
- Peterswalde
- Liebertwolkwitz
- Leipzig
- Hanau
- Sehested
- Torgau
- Hambourg

Campagne de France (1814)
- Sainte-Croix-en-Plaine
- Besançon
- Mayence
- Metz
- Saint-Avold
- 1re Saint-Dizier
- Brienne
- La Rothière
- Campagne des Six-Jours (Champaubert
- Montmirail
- Château-Thierry
- Vauchamps)
- Mormant
- Montereau
- Bar-sur-Aube
- Saint-Julien
- Laubressel
- Berry-au-Bac
- Craonne
- Coutures
- Laon
- Soissons
- Mâcon
- Reims
- Saint-Georges-de-Reneins
- Limonest
- Arcis-sur-Aube
- Fère-Champenoise
- 2e Saint-Dizier
- Meaux
- Claye
- Villeparisis
- Paris

- Feistritz
- Caldiero (en)
- Trieste
- Mincio

- Hoogstraten (de)
- Anvers
- Berg-op-Zoom
- Courtrai

La bataille de Montereau eut lieu le 18 février 1814 à Montereau (en Seine-et-Marne) et s'est soldée par une victoire des Français commandés par Napoléon sur les Autrichiens et les Wurtembergeois commandés par le Prince royal de Wurtemberg.

## Contexte
Après le désastre de la campagne de Russie et la défaite de Leipzig, les armées de la coalition franchissent le Rhin et commencent la campagne de France en janvier 1814. Après de nombreux succès face aux Prussiens, Napoléon Ier se tourne vers les Autrichiens.
Le 13 février 1814, le général Oudinot donne l'ordre de se replier sur Nangis, en France. Il ordonne au général Pajol d'évacuer Montereau et de se replier sur Melun ou Nangis. À 9 h 30, l'évacuation commence devant les habitants médusés. Deux fortes explosions détruisent les ponts de l'Yonne et de la Seine.
Le soir, on aperçoit les feux de bivouac de l'ennemi à La Brosse-Montceaux. Le 14 février, le général autrichien Hardegg (de) entre dans Montereau. Du 14 au 17 février 1814, la ville est livrée au pillage avec son cortège d'atrocités sur la population. Le 16 février, les alliés commencent à s'affoler de la marche de Napoléon sur la ville.
Le 17 février, Napoléon ordonne l'offensive. Il pousse pour vaincre les Autrichiens après avoir défait les Russes et les Prussiens les jours précédents. Il demande à Victor de se réinstaller à Montereau le 17 et à Pajol de le rejoindre dans cette ville.
Dans les jours précédents, Schwarzenberg, qui commande l’armée autrichienne, a donné l'ordre au prince royal de Wurtemberg, commandant de l'armée wurtembergeoise, de tenir Montereau avec son double pont qui enjambe l’Yonne et la Seine. Le prince prend ses dispositions et place l’essentiel de ses troupes au nord de la ville, au-delà du château de Surville. Les troupes alliées sont ainsi organisées en conséquence pour repousser toute attaque.
Sur leur aile droite, devant Saint-Martin, les Austro-Wurtembergeois ont plusieurs escadrons de cavalerie échelonnés le long des coteaux soutenus par de l’artillerie ainsi qu’un régiment d’infanterie. Au-dessus, ils renforcent la défense de la ferme de Luat à l’aide d’artillerie, d’infanterie et de cavalerie en réserve.
Au centre, ils positionnent l’essentiel de leur infanterie avec sur la droite du château de Surville, des bataillons commandés par l’autrichien Zach, en avant dans le parc des Ormeaux deux bataillons autrichiens du général Colloredo (de) et un bataillon wurtembergeois (Zach et Colloredo appartiennent à la brigade Schaeffer) et dans Villaron la brigade Stockmayer le long du Chemin d’Enfer, le tout soutenu par des postes d’artillerie. Derrière Villaron se trouvent les bataillons du général Doering.
Sur l’aile gauche se trouve l’essentiel de la cavalerie wurtembergeoise et autrichienne, et de l’artillerie, du chemin de la grande paroisse, en passant par le Dragon Bleu, au hameau des Courreaux et au-delà à Mauperthuis. De l’infanterie bavaroise est également présente en soutien de l’aile gauche dans le faubourg Saint-Nicolas et jusque vers Plat Buisson.
Dans toutes les directions sont mis en place des éléments avancés : dans le bois de Valence tout d’abord, à Mauperthuis, dans le parc du château de Forges et dans les alentours du château de Courbeton.
Enfin, en réserve, le général autrichien Hohenlohe attend derrière le faubourg Saint-Maurice avec une brigade d’infanterie. Plus au sud-est, sur la route de Bray est positionnée la brigade de cavalerie de Jett avec de l'artillerie dans le bois de Motteux. Une batterie d’artillerie est également présente en face de Courbeton dans le faubourg Saint-Maurice. Au total plus de 15 000 hommes sont présents devant Montereau.

## Ordre de bataille

### Alliés (IVecorps- prince royal de Wurtemberg)

#### Brigade Schaeffer (Autriche)
- 15e régiment Zach
- 21e régiment Gyulai
- 32e régiment Esterhazy
- 57e régiment Josef Colloredo
- 3e régiment de hussards de l'Archiduc Ferdinand
- Deux batteries d'artillerie à pied

#### Division Gottgetreu von Koch (Wurtemberg)

##### Brigade Doering
- 2e, 3e et 7e régiment d'infanterie du Wurtemberg
- Une batterie d'artillerie à pied (huit pièces)

##### Brigade Stockmayer
- 9e régiment de chasseurs du Wurtemberg
- 10e régiment d'infanterie légère du Wurtemberg

##### Brigade de cavalerie von Wasleben
- 2e régiment de chasseurs du Wurtemberg
- 3e régiment de dragons du Wurtemberg
- Une batterie d'artillerie à cheval

#### Réserve Hohenlohe (Wurtemberg)

##### Brigade Hohenlohe
- 4e et 6e régiment d'infanterie du Wurtemberg
- Une batterie d'artillerie à pied (huit pièces)

##### Brigade de cavalerie Jett
- 4e et 5e régiment de chasseurs du Wurtemberg
- Une batterie d'artillerie à cheval

### France

#### Empereur Napoléon1er
- Escadrons de service de la Garde

#### Corps d'Exploration (général Pajol)

##### Division Pacthod
- 54e régiment d'infanterie de ligne
- Gardes nationaux
- bataillon de gendarmes

##### Division de cavalerie Delort
- Brigade Coëtlosquet (escadrons des 2e et 3e régiments de hussards)
- Brigade Grouvel (escadrons de dragons)
- 7e régiment de chasseurs à cheval

#### IIecorps(Maréchal Victor)

##### 1redivisionHuguet-Chateau
- 11e et 24e régiment d'infanterie légère (1er bataillon)
- 2e, 19e, 37e et 56e régiment d'infanterie de ligne
- Artillerie : six pièces

##### 2edivisionDuhesme
- 26e régiment d'infanterie légère
- 4e, 18e, 46e, 72e et 93e régiment d'infanterie de ligne
- Artillerie : dix pièces

#### Réserve de Paris (général Gérard)

##### 4edivisionde cavalerie L'Héritier
- 18e, 19, 20e, 22e et 25e régiment de dragons

#### Garde Impériale (Maréchal Lefèbvre)

##### division d'infanterie de la Garde Friant
- Grenadiers (vieille Garde)
- Chasseurs (vieille Garde)

## La bataille

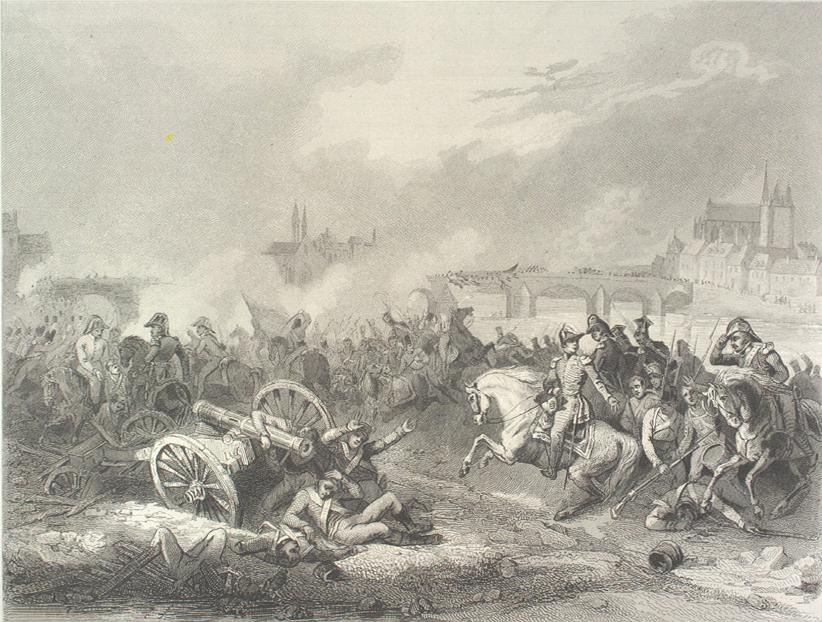
La Bataille de Montereau, gravure, d'après "le colonel" Jean-Charles Langlois (1789-1870).

Pajol ignore que Victor n’a pas suivi les instructions de l’Empereur et s’est arrêté la nuit à Salins. Partant de Valence-en-Brie le 18 au matin avec sa troupe d’environ 6 500 hommes, dont près de 4 000 gardes nationaux dirigé par le général Pacthod, il se trouve vite opposé vers 8 h à l’avant-garde alliée, soutenue par des canons, au carrefour de la demi-lune au milieu du bois de Valence. Après une heure de combat, il repousse ses ennemis vers le sud. En effet, il commande de déborder les alliés par son aile gauche à Mauperthuis, avec l'artillerie et les brigades Grouvel (dragons) et Coëtlosquet et par son aile droite, à travers les bois, avec Pacthod et Jacques-Antoine-Adrien Delort. Il peut enfin déboucher de la forêt vers 9 h. Se trouvant face au gros des forces wurtembergeoises, il installe ses quelques pièces d’artillerie face à celles de l’ennemi et place ses bataillons à gauche et à droite de ses canons, en gardant la moitié de ses hommes en réserve dans le bois. À son aile gauche, il positionne en particulier les brigades de cavalerie Grouvel et Coëtlosquet, et à son extrême gauche la brigade de cavalerie Delort. Au centre sont placés les gendarmes d’Espagne. Pajol s’active afin de tenter de rejoindre Victor dans Montereau. Ses deux ailes notamment harcèlent l’ennemi et arrivent vers 12 h à le déloger l’une sur sa gauche du hameau de Courreaux, l’autre sur sa droite de la ferme de La Mare ce qui l’oblige à reculer.
Dans le même temps, Victor s’est résolu à marcher sur Montereau avec ses 4 500 hommes. Vers 9 h, ses deux divisions s’occupent, l’une de se diriger vers Surville (division Chateau) en passant par le chemin de Grand Buisson, l’autre (division Duhesme) d’attaquer, en se divisant en deux colonnes, le château de Courbeton d’une part et Le Luat en passant par Merlanges d’autre part. L’avant-garde de Chateau chasse les troupes alliées du parc de Forges et arrive en vue de Villaron. Les troupes alliées plus nombreuses et défendues par leur artillerie les repoussent jusqu’à Forges. L’arrivée de l’essentiel de la division française permet de stopper cette contre-attaque et de marcher de nouveau vers le sud et la ferme du Luat. Chateau arrive même jusqu’à Saint-Martin où il est grièvement blessé et doit reculer. À Courbeton, les forces françaises délogent rapidement les avant-postes ennemis de leurs positions mais, faute d’une puissance de feu suffisante, campent sur leurs positions. À la ferme du Luat, les Français commencent à encercler les Wurtembergeois. Aidés par des escadrons du corps d’armée de Gérard, ils les en chassent définitivement vers 12 h.
En effet, ce dernier a reçu l’ordre de marcher sur Montereau, depuis Nangis, avec ses deux divisions et son artillerie (environ 5 000 hommes) provenant de la réserve de Paris. Il vient notamment suppléer les forces engagées par Victor, qui tiraillent l’aile droite alliée au Luat et dans le parc de Courbeton, et a comme instruction de Napoléon de remplacer celui-ci. Vers 14 h, il met en ligne ses régiments et peut aligner l’essentiel de son artillerie face aux forces austro-wurtembergeoises au nord de Surville et à l’est du faubourg Saint-Martin.
Depuis 12 h, les alliés contraints sur leurs ailes entre les fermes de La Mare et du Luat ont été déjà forcés de reculer vers Surville au-delà de leur ligne allant du Dragon Bleu au Plat Buisson. Désormais, ils subissent sur toute leur ligne la pression des Français. Sur leur aile gauche notamment, les Bavarois reculent devant le harcèlement exercé par la brigade Delort, secondée par les gendarmes de l’armée d’Espagne, passés à couvert derrière la brigade Delort durant la matinée, et qui s’approchent du faubourg Saint-Nicolas.
Apprenant l’arrivée de Napoléon sur le champ de bataille, il apparaît aux alliés désormais qu’il leur sera difficile de se rétablir. Le prince de Wurtemberg, qui commande l’essentiel des troupes, quitte le centre du champ de bataille vers 15 h pour se replier sur la route de Bray.
Napoléon arrive dans le même temps par Laval avec près de 5 000 hommes. Il laisse là l’essentiel de ses divisions et ordonne alors à ses généraux de former quatre colonnes :
- une pour marcher vers le château de Surville ;
- une pour repousser les ennemis des Ormeaux ;
- une pour faire pression sur l’aile gauche ;
- l’autre pour forcer les alliés à accélérer leur retraite de leur aile droite.

Ce dispositif accélère la fuite des troupes alliées. Le prince de Wurtemberg ordonne à la brigade Stockmayer ainsi qu'à l'essentiel de sa cavalerie et de son artillerie de battre en retraite. Ces troupes doivent être couvertes par les régiments Zach et Colloredo de la brigade Schaeffer. Mais les Français ne leur laissent que peu de répit. Sur leur gauche, les gendarmes et la garde nationale prennent par surprise leurs pièces de canons aux Bavarois. Au centre, Pajol, qui veut enlever la position solidement tenue par les Autrichiens aux Ormeaux, est aidé par l’ancien maire qui lui montre un chemin lui permettant de contourner ce lieu et d’encercler l’ennemi. Enfin, l’artillerie de Gérard permet de démonter plusieurs pièces d’artillerie autour du château de Surville malgré une attaque du général Doering pour tenter de détruire des canons, repoussée par Gérard lui-même ; la destruction des canons alliés laisse enfin le champ libre à l’infanterie française, qui ne tarde pas à repousser les défenses alliées et à atteindre le château de Surville. Partout, la cavalerie française, par ses attaques successives, accélère la désorganisation de l’ennemi.
Observant le mouvement de retraite, Napoléon, arrivé aux bords du plateau de Surville vers 16 h, intime à Pajol l’ordre de protéger les ponts. Celui-ci lance alors des escadrons de la brigade Delort pour exécuter cette mission tout en maugréant (il aurait dit : « Je crois, en vérité, qu'on perd la tête, de me faire charger avec de la cavalerie pareille »). Malgré la jeunesse de ses cavaliers, les Français atteignent rapidement la rive sud de l’Yonne et sauvent ainsi les ponts. Pajol les rejoint avec les brigades de cavalerie Grouvel et Coëtlosquet. Les ennemis définitivement repoussés fuient en masse sur les routes de Sens et de Bray. Afin de contenir la cavalerie française, la brigade d'Hohenlohe se porte en avant dans le faubourg Saint-Maurice. Cependant, la cohue des troupes alliées mêlées aux Français empêche cette tentative de contre-attaque d'aboutir. Lors de ce mouvement, Hohenlohe est tué. Seule la brigade de Jett arrive à contenir un temps les charges françaises avant de partir à la fin de la journée. Les armées alliées en déroute battent en retraite jusqu'à La Tombe, pillant et brûlant tout sur leur passage. Les habitants de la ville s'empressent d'aider à chasser l'ennemi.
Profitant de sa position, Napoléon aide même à ajuster les tirs d’une de ses pièces d’artillerie et, devant les craintes de ses soldats, leur aurait répondu « Allez mes amis, ne craignez rien, le boulet qui me tuera n'est pas encore fondu ! ».

## Conclusion
Le 19 février, Napoléon entre dans la ville, fort mécontent de l'aide que certains habitants, comme l'adjoint au maire Jauvet qui a hébergé un général, ont apportée aux armées autrichiennes, en dépit de leurs exactions.
Tactiquement, l’objectif fixé par l’Empereur de reprendre les ponts de Montereau a donc été atteint malgré l’inexpérience de ses hommes. Cependant, faute de troupes suffisantes et de coordination avec les autres maréchaux, Napoléon ne peut exploiter cette victoire. Les Russes et les Prussiens sont aux portes nord de la capitale et les Autrichiens, malgré cette défaite, constituent toujours une menace au sud.
La bataille de Montereau est l'un des derniers succès de Napoléon. Elle oblige l'ennemi, parvenu à une cinquantaine de kilomètres de Paris, à reculer. Mais elle n'empêche pas l'inéluctable.
En 1867, sous le Second Empire, est érigée sur le pont de Montereau une statue équestre de Napoléon Ier, œuvre d'un des deux fils du général Pajol et dont le socle comporte deux bas-reliefs illustrant la bataille du 18 février 1814 : Napoléon pointant les canons depuis le plateau de Surville et la charge du général Pajol.
Tous les deux ans a lieu une commémoration de cette bataille. En février 2014 s'est ainsi tenue la célébration du bicentenaire de la bataille.

## Photos

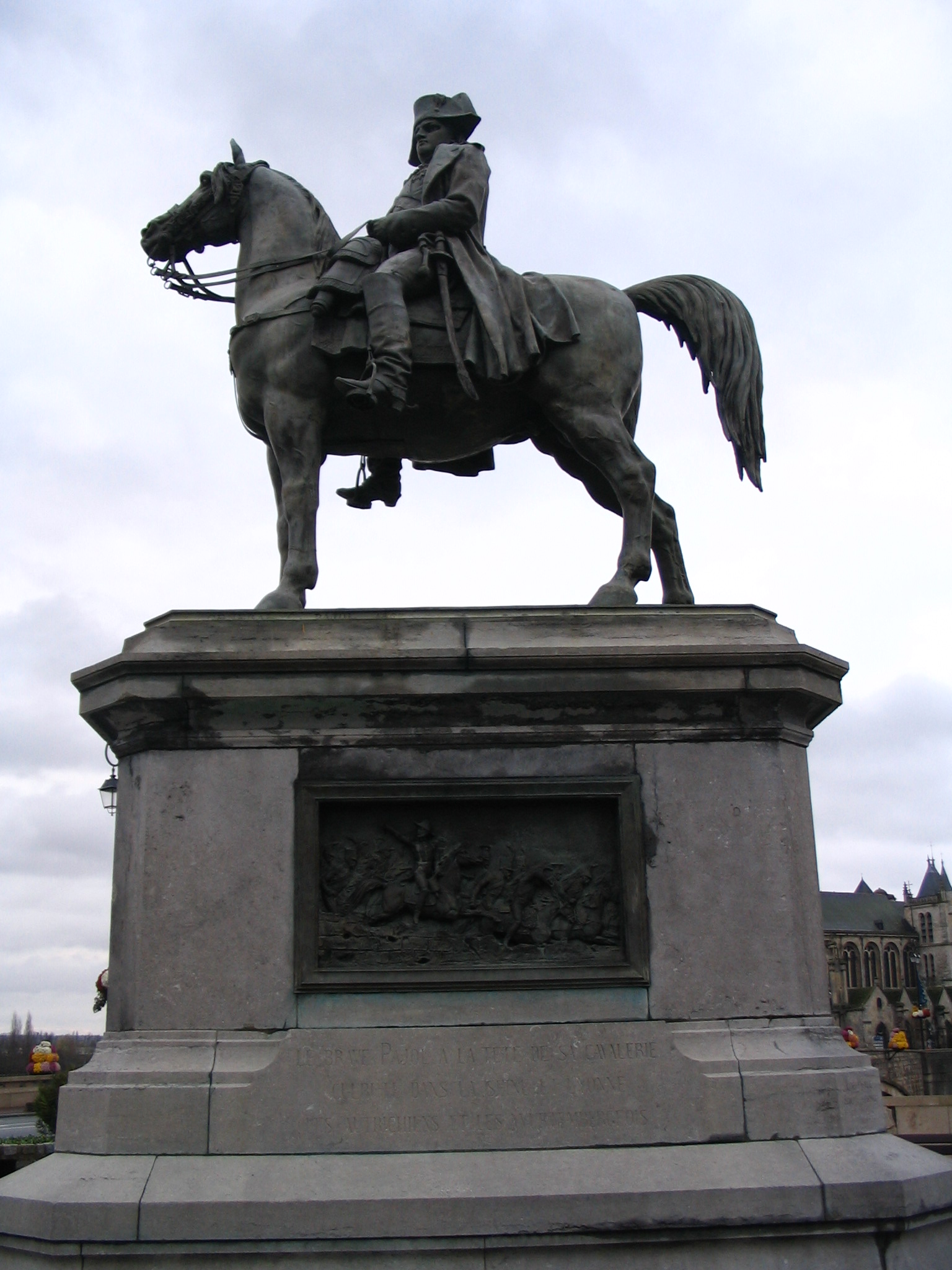
La statue équestre de Napoléon érigée en 1867 sur le pont de Montereau.
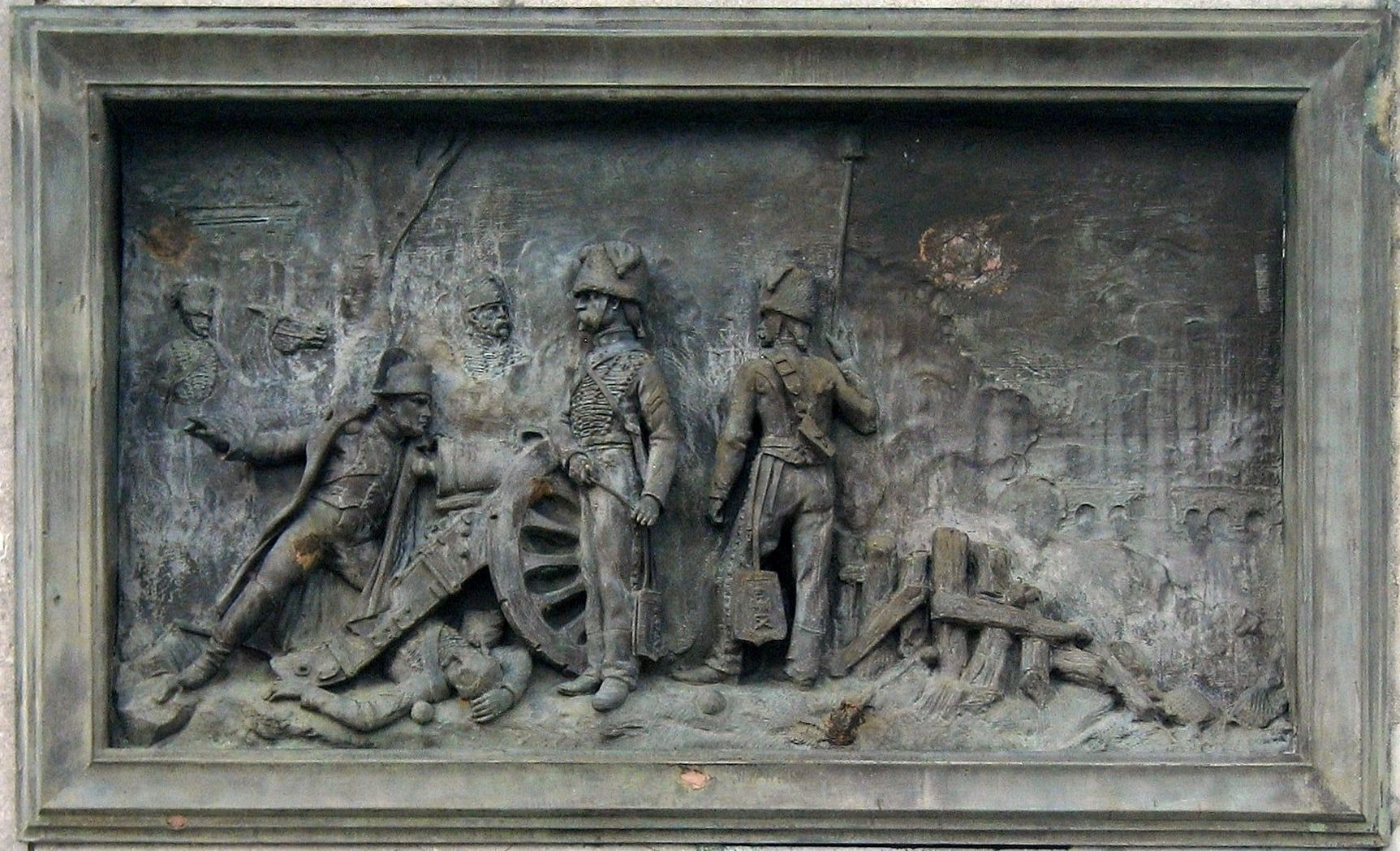
Plaque sur le socle de la statue : Napoléon réglant le tir des canons.
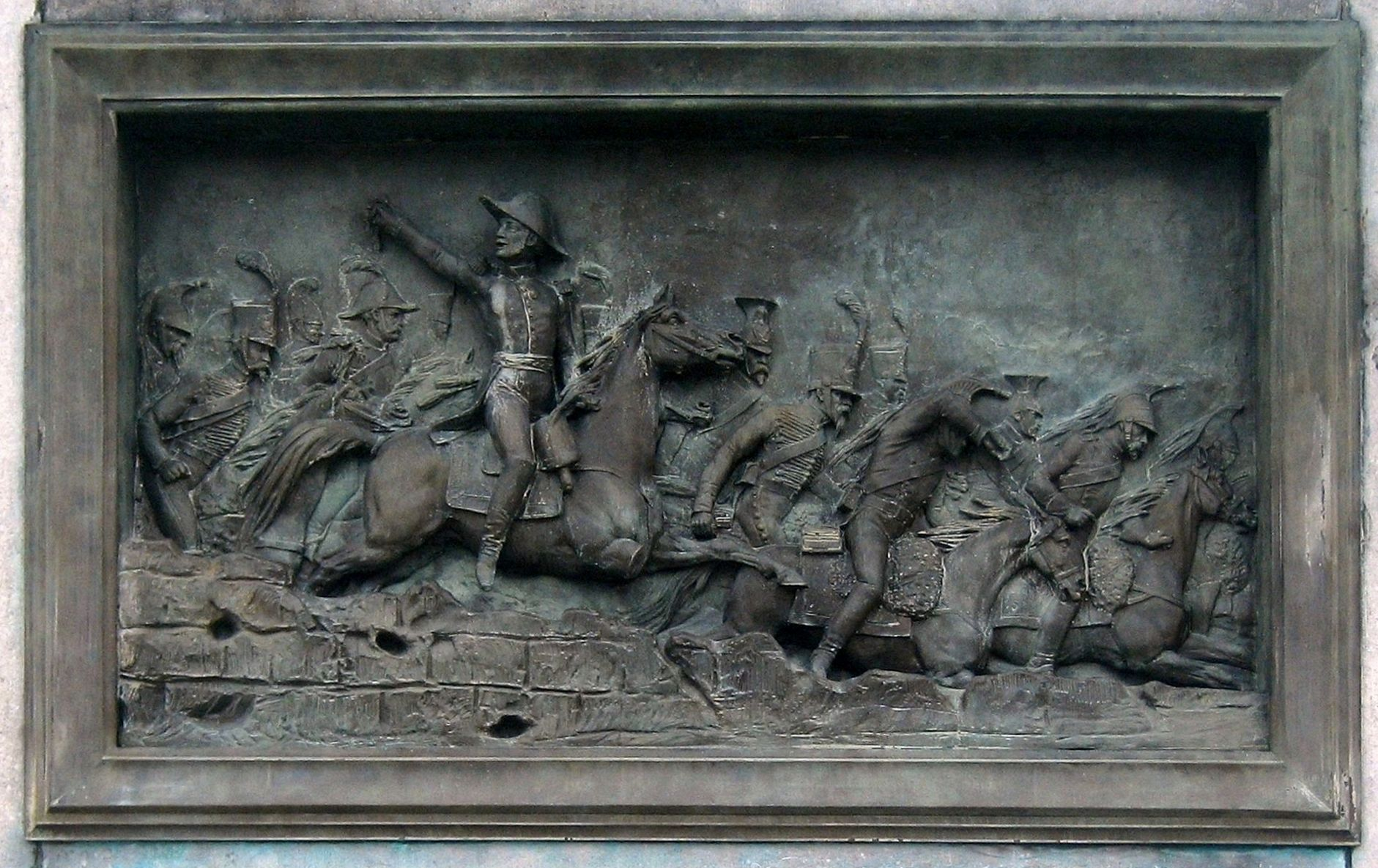
Plaque sur le socle de la statue : la charge du général Pajol.
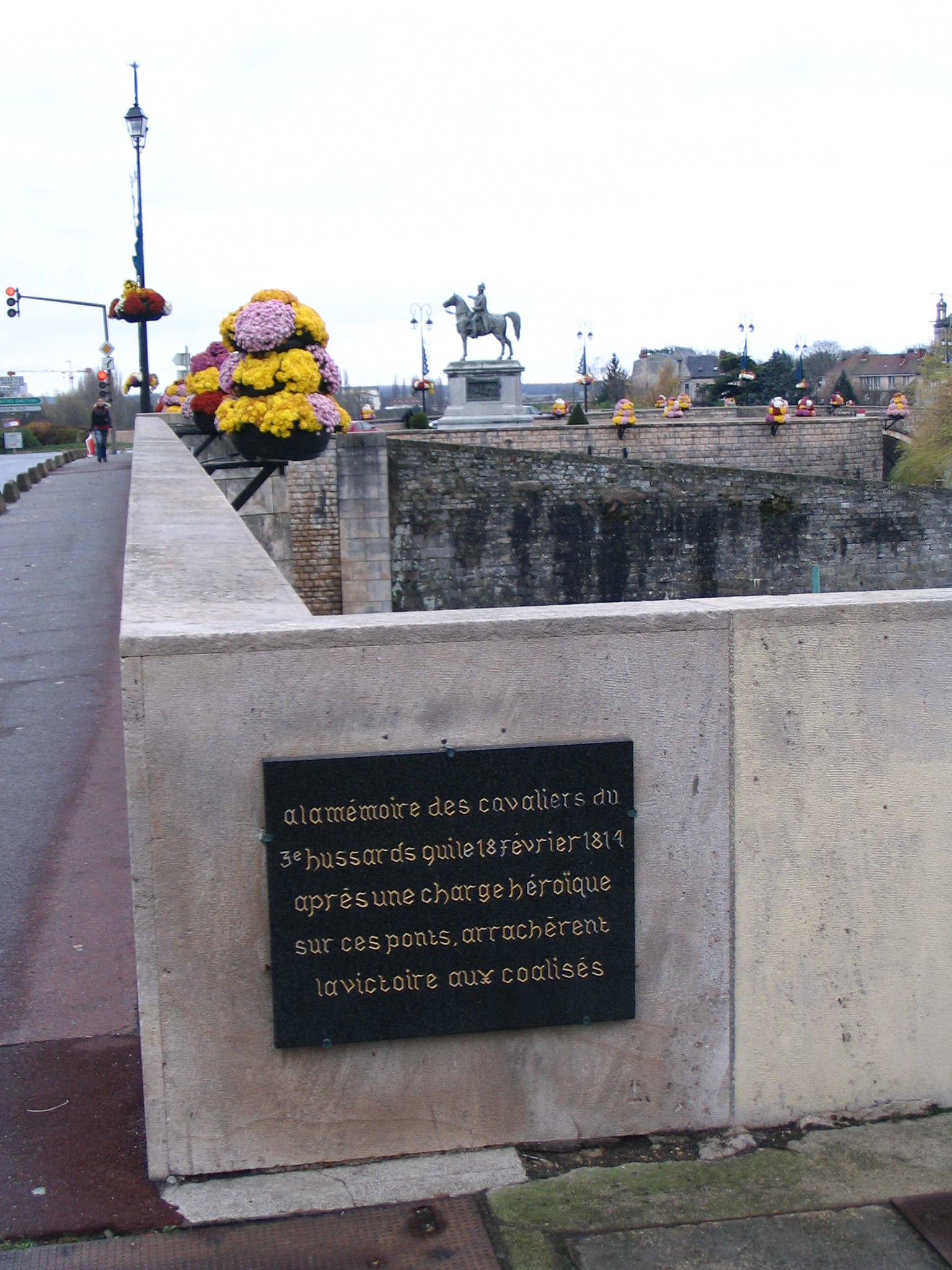
Plaque placée à l'extrémité nord du pont de Montereau : « À la mémoire des cavaliers du 3e hussards qui le 18 février 1814 après une charge héroïque sur ces ponts, arrachèrent la victoire aux coalisés ».